# Église protestante de Bruxelles (Chapelle royale)
L'Église protestante de Bruxelles-Musée, Chapelle royale, est la plus ancienne paroisse protestante de Bruxelles. De tendance protestante libérale, elle appartient à l'Église protestante unie de Belgique.
Pour célébrer le culte, cette Église se réunit dans une chapelle dite « royale » située au 2 rue du Musée, sur le Mont des Arts, à Bruxelles. 

## Le protestantisme à Bruxelles

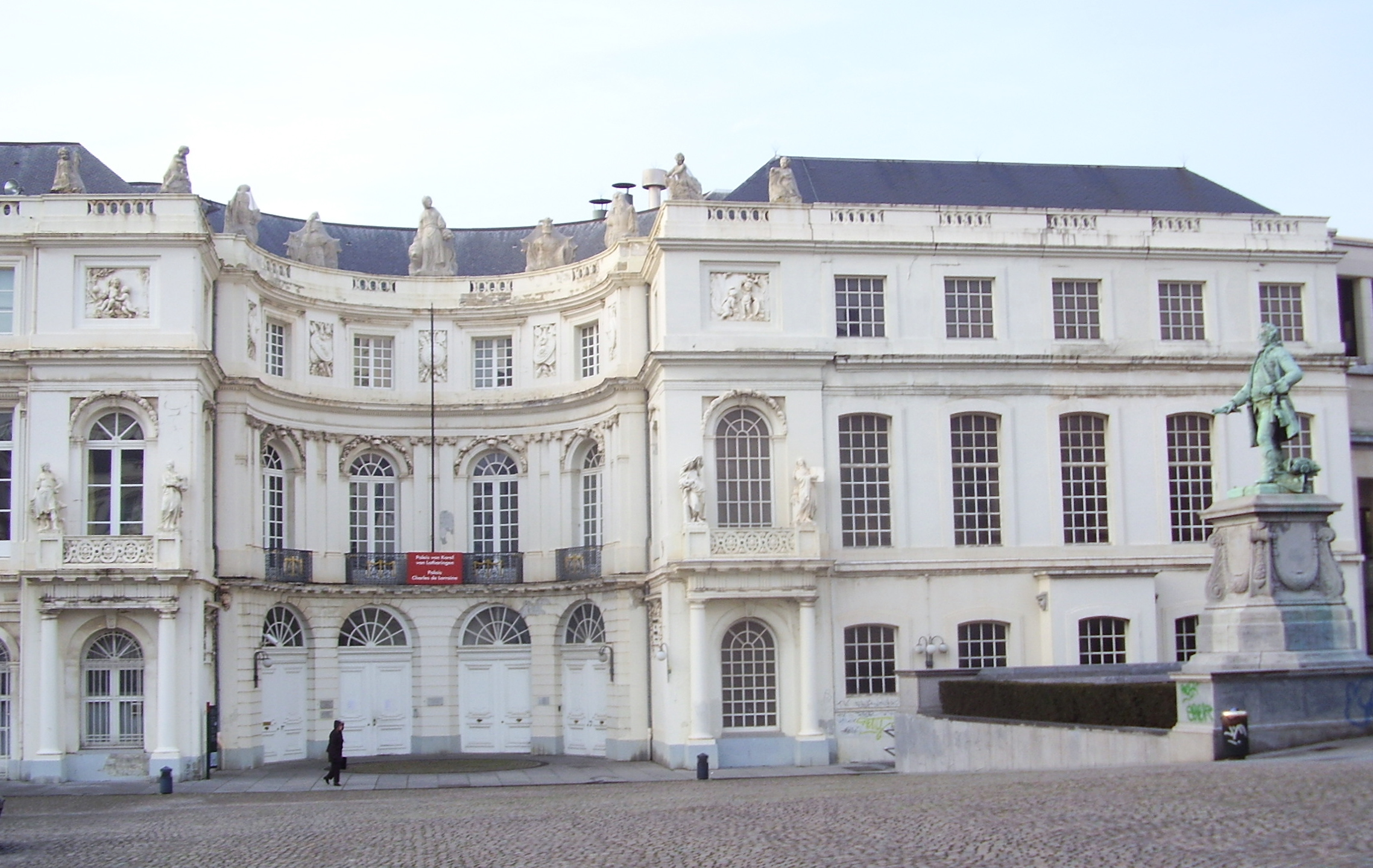
La façade du temple depuis la rue du Musée

Dès le début du XVIe siècle, de nombreuses personnes de la région de Bruxelles se convertissent à la foi protestante. Mais à partir de 1523 la région est sous domination espagnole, et la communauté est persécutée. Beaucoup préfèrent mourir plutôt qu'abjurer leur foi, et quand c'est possible partent en exil. Néanmoins, le protestantisme continue à se développer à Bruxelles, et entre 1579 et 1585 la cité devient même une république calviniste. Tous les postes importants de la cité sont alors tenus par des protestants. Puis la ville est conquise par les Espagnols qui imposent le catholicisme à tous les habitants, poussant à l'exode une forte partie des protestants de Bruxelles.
De 1585 à 1781, les protestants bruxellois doivent vivre leur foi dans la clandestinité. Ils se déclarent publiquement catholiques, mais continuent à célébrer leurs offices religieux à domicile ; ce sont les « églises sous le toit ».
Les Pays-Bas méridionaux passent sous la suzeraineté personnelle de la Maison des Habsbourg d'Autriche (Pays-Bas autrichiens) à partir des traités d'Utrecht de 1713, tout en continuant à faire partie du Saint-Empire (Cercle de Bourgogne). Le 12 novembre 1781 est promulgué l’Édit Impérial de Joseph II, un édit de tolérance qui garantit la liberté de culte à tous les sujets catholiques et protestants du Saint-Empire et leur égalité d'accès à la vie publique. La communauté protestante parvient à se reconstituer, et est enfin autorisée à organiser des rassemblements dans des lieux qui cependant doivent rester discrets.
De 1783 à 1789, un groupe de protestants célèbre le culte dans une maison de la rue Ducale. Isaac Salomon Anspach est le premier pasteur, arrivé de Genève. Il est le père de François Anspach, député belge, et le grand-père de Jules Anspach, bourgmestre de Bruxelles de 1863 à 1879, surnommé « Haussmann bruxellois ».
La région est occupée par la République Française (1792-93) et après un bref retour des Impériaux, redevient française. Sous le Directoire, l'empereur François II du Saint-Empire cède à perpétuité par le traité de Campo-Formio ses possessions des Pays-Bas catholiques à la République Française qui font désormais en droit international partie de la France dont elle partagera le sort sous le Consulat, puis l'Empire de Napoléon. Les protestants de Bruxelles obtiennent en 1803 de Louis-Gustave Doulcet de Pontécoulant, préfet du département de Dyle (chef-lieu Bruxelles) la reconnaissance de leur Église. On leur offre alors la chapelle du palais de Charles de Lorraine, qui avait servi de chapelle privée de la cour Impériale du Saint-Empire. Un décret impérial signé par Napoléon en 1804 confirme cette décision.
À l'époque du royaume uni des Pays-Bas, la maison royale des Pays-Bas fréquente le lieu de 1815 à 1830 lors de ses séjours à Bruxelles, seconde capitale du Royaume. De 1823 à 1830, c'est Jean-Henri Merle d'Aubigné qui dessert la paroisse, alors bilingue français/allemand, où il a été appelé par le roi Guillaume Ier. Sa prédication introduit le Réveil en Belgique et aux Pays-Bas.

Après l'indépendance, le gouvernement de Belgique enregistre la chapelle sous le nom d'« Église Protestante de Bruxelles ». Le premier roi des Belges, Léopold Ier (1831-1865) est luthérien et vient assister au culte. Il fait de l'église sa Chapelle royale. Ses enfants, eux, sont élevés dans la foi catholique. 

Plaques commémoratives
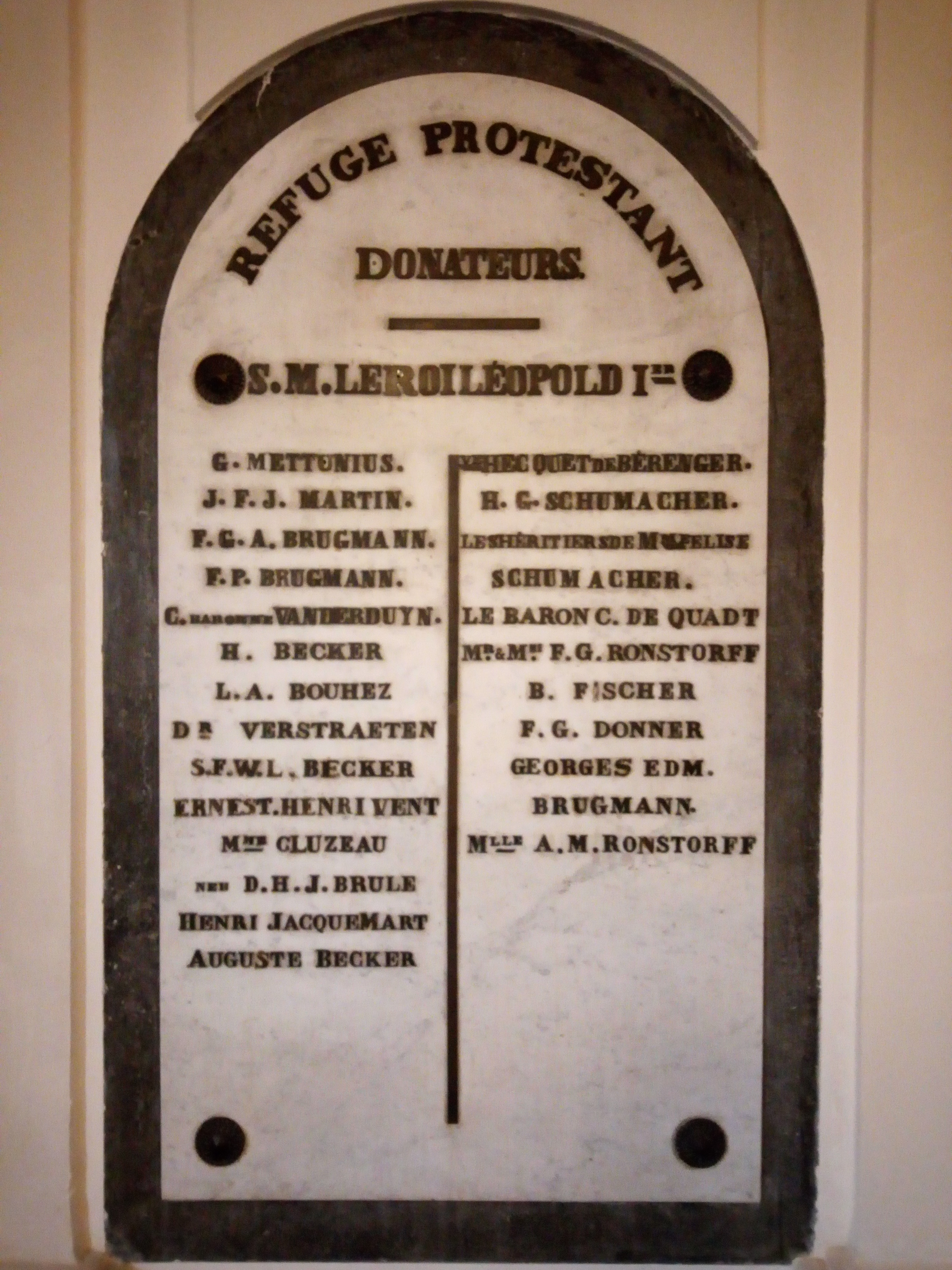
Donateurs du "refuge protestant"
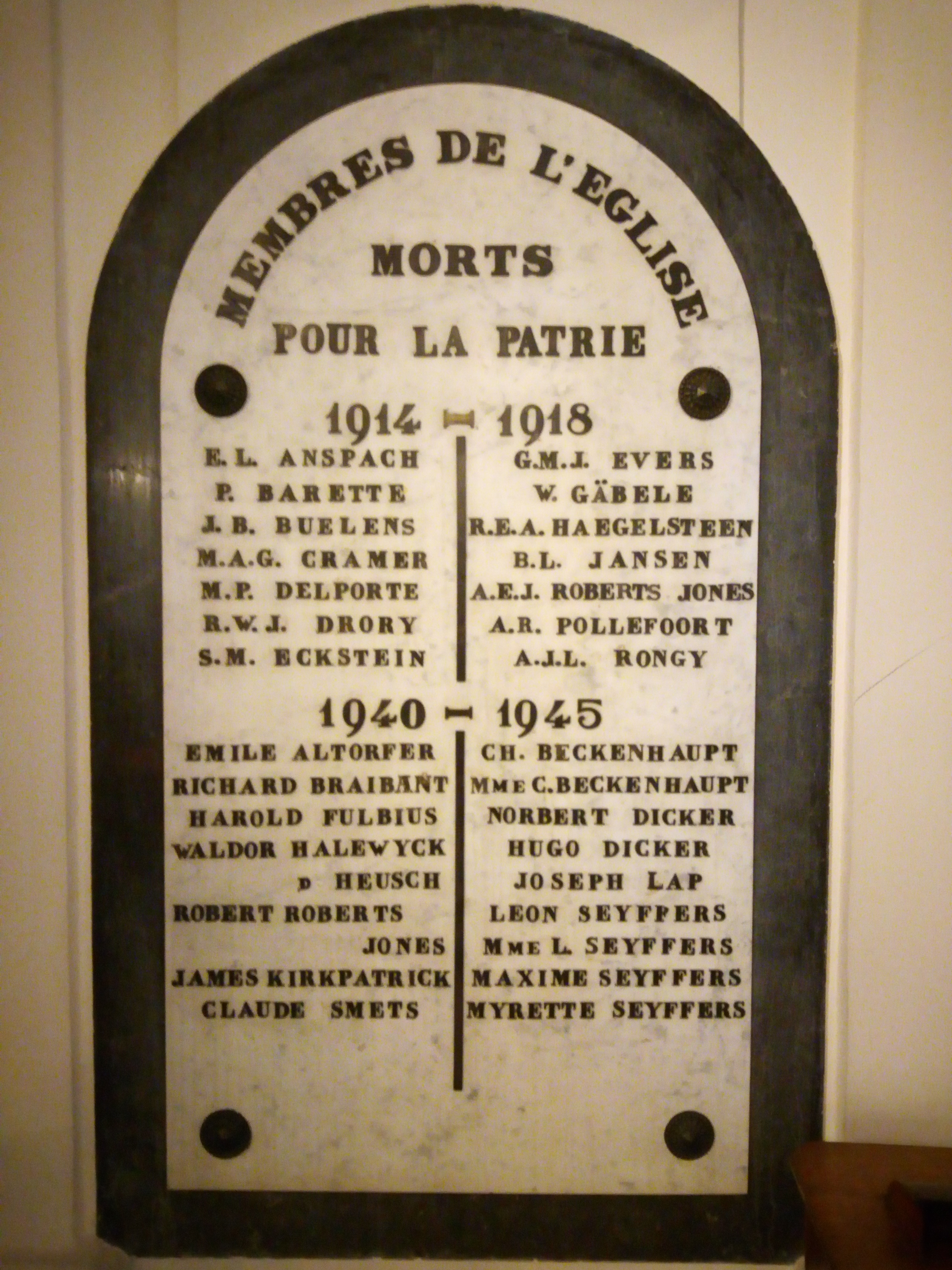
Monument aux morts 14-18 et 40-45

## Architecture de la chapelle référente

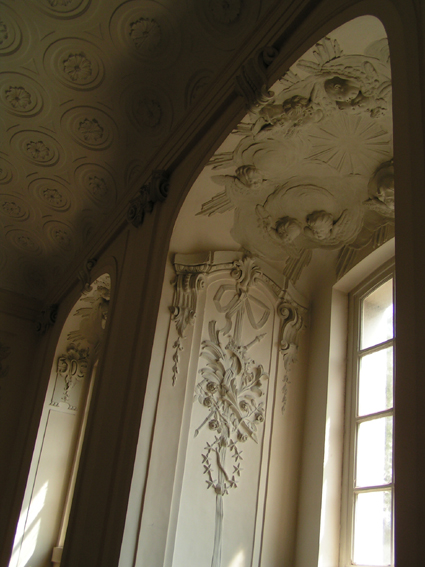
Détail des stucs aux fenêtres

Le prince Charles de Lorraine posa la première pierre de la chapelle de son palais de Bruxelles aux « Kalendes de mai 1760 ». La construction dura un peu plus de deux ans, sous la supervision de l'architecte Jean Faulte. Son plan est similaire aux chapelles des châteaux de Versailles et de Lunéville, lequel appartenait à la famille de Lorraine. À cette époque, la chapelle est impériale, privée et catholique. Une gravure ancienne, un peu malhabile, a conservé le souvenir de l'aspect qu'elle avait alors.
Le style est Louis XV mais anticipe le néoclassicisme du style Louis XVI, avec ses imitations de marbres et ses colonnes aux chapiteaux Ioniques et corinthiens. On y trouve des stucs, des fers forgés et deux médaillons de Laurent Delvaux, une peinture de l'Assomption de la Vierge. La galerie, qui est une curiosité dans l'architecture catholique, a été apparemment construite pour permettre à la famille de Lorraine de passer du palais à la chapelle.
La reconstruction de 1890 est l'œuvre d'Henri Van Dievoet.
La chapelle est restaurée en 1970 et en 1987, dans le respect de la décoration du XVIIIe siècle. Le bâtiment est classé par arrêté du 22 novembre 2001.

## Les deux orgues

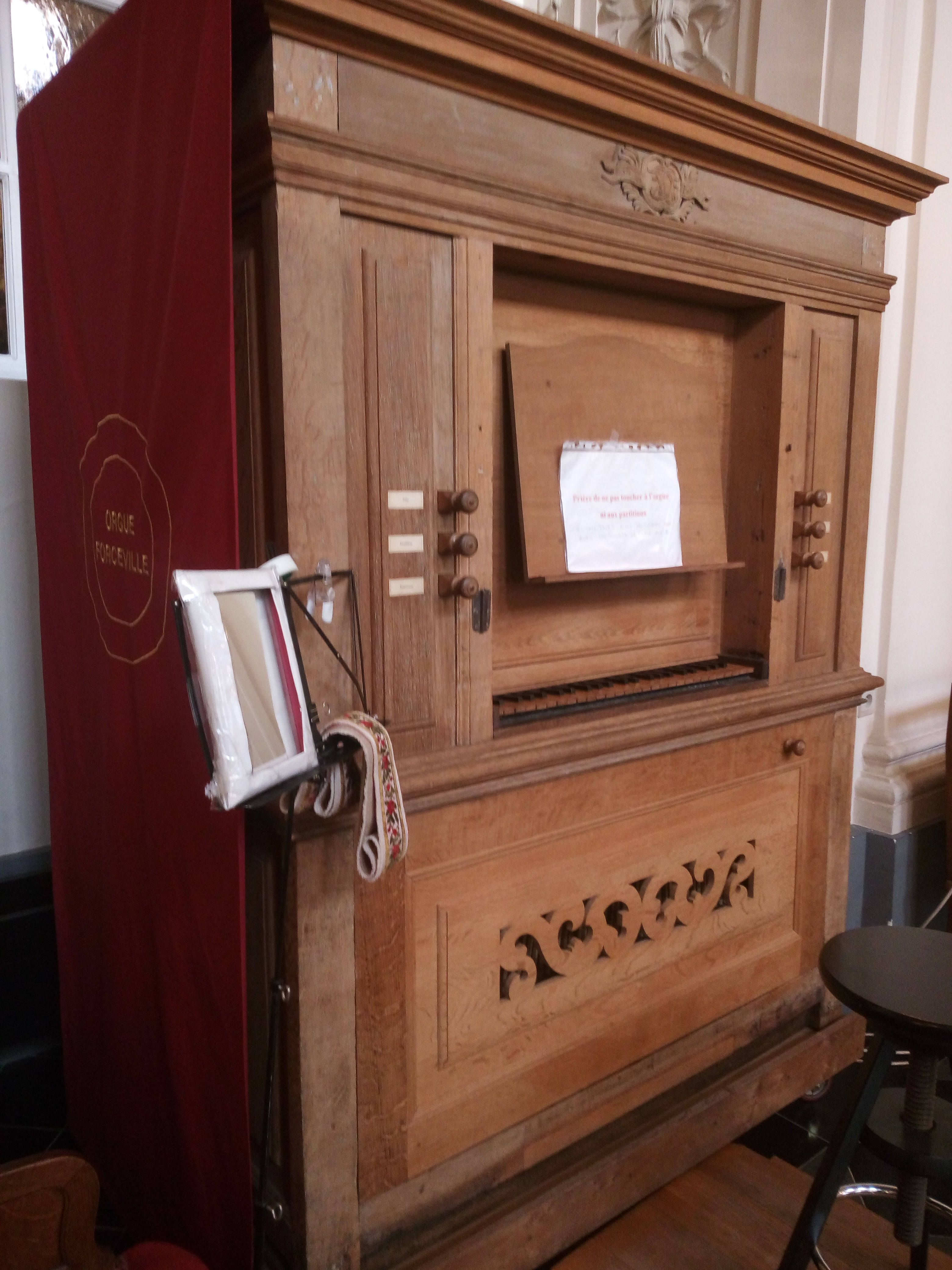
L'orgue restauré de Forceville, 1699

Un petit orgue est construit en 1699 par Jean-Baptiste Forceville, facteur d'orgue officiel de la cour. C'était probablement son instrument personnel. Il est gravé "1699 + FECIT FORCEVILLE" sur un cartouche en façade - quelque chose d'extrêmement rare pour l'époque. À sa mort en 1739, l'orgue est vendu, et finit par trouver une place dans la chapelle du palais de Charles de Lorraine. La boîte en chêne est restaurée en 1987, par Patrick Collon, et l'instrument en 1993.
L'orgue principal date de 1839. Il est construit par Bernard Dreymann, de Mayence. Il est inspecté et accepté avec beaucoup d'éloges le 9 janvier 1841 par François-Joseph Fétis, directeur du Conservatoire et maître de chœur du roi. C'est le premier orgue Dreymann monté en dehors de l'Allemagne. Très innovant pour son temps, il est aujourd'hui considéré comme le premier instrument romantique de Belgique.
L'église accueille régulièrement des concerts, des enregistrements, et des élèves du Conservatoire royal de Bruxelles pour leur concours de fin d'étude.